# リッチー・リッチ
『リッチー・リッチ』（Richie Rich/Ri¢hie Ri¢h）は、ハーヴェイ・コミックのキャラクター、及びそれを原作とした1994年のアメリカ合衆国の映画作品。

## 概要
主演は世界一有名な子役として知られたマコーレー・カルキン。なお、本作はマコーレーが裁判に伴い俳優業を一時休業する前、最後に出た映画作品である。
世界一の大富豪の御曹司と、その資産を狙う悪人との対決を描いた作品である。
2015年2月20日から5月22日までNetflixでジェイク・ブレナン主演でリブート版が配信された。日本語吹替に、竹内順子、水田わさびらが出演している。

## あらすじ
リッチ家は総資産700億ドルを誇る世界一の大富豪の一族である。その御曹司リッチーは、何不自由なく暮らしていたものの、並外れた金持ちであったため、同年代の友達はいなかった。
しかしある日、執事の取り計らいもあり友達が出来る。リッチーは両親との旅行をキャンセルして彼らと遊ぶが、その一方で旅行に出掛けた両親は乗っていた自家用飛行機に爆弾が仕掛けられ、行方不明となった。
リッチーは社長代行として会社を運営し、そして事業乗っ取りを企む会社重役と対決することとなる。

## 登場人物
※括弧内は日本語吹替。
- リッチー・リッチ - マコーレー・カルキン（野沢雅子）： リッチ家の御曹司。
- リチャード・リッチ - エドワード・ハーマン（小林修）： リッチーの父。
- レジーナ・リッチ - クリスティーン・エバーソール（沢田敏子）： リッチーの母。
- ローレンス・ヴァンドー - ジョン・ラロケット（玄田哲章）： リッチ産業重役。
- ハーバート・アーサー・ランシブル・キャドベリー - ジョナサン・ハイド（水野龍司）： 執事。歯に敏感な男。
- ファーガソン - チェルシー・ロス（中庸助）： ヴァンドーの部下。
- キーンビーン教授 - マイケル・マクシェイン（英語版）（富田耕生）： 凄腕の発明家だが、どこか抜けている。
- ダイアン・パジンスキ - マリアンジェラ・ピノ（英語版）（沢海陽子） ： グロリアの母、工場組合長。
- グロリア・パジンスキ - ステフィ・ラインバーグ（佳山麻衣子）： ダイアンの娘、リッチーの友達。
- トニー - マイケル・マッカロン（木村雅）： グロリアの遊び友達。
- オマー - ジョエル・ロビンソン（湯澤真伍）： グロリアの遊び友達。
- ピーウィ - ジョナサン・ヒラリオ（広田雅宣）： グロリアの遊び友達。
- デイヴ・ウォルター - マット・デカロ（塩屋浩三）： 工場長。
- エアロビクス指導 - クラウディア・シファー（湯屋敦子） ： リッチーのエアロビクス指導担当のスーパーモデル。
- 野球コーチ - レジー・ジャクソン（大川透） ： リッチーの野球コーチの大リーガー。

## 製作
リッチーの自宅とされている大きな城は、ノースカロライナ州にあるビルトモア・エステートである。庭にあるとされているジェットコースターは、シックス・フラッグス・グレート・アメリカのアトラクション「アイアン・ウルフ」である。

## リッチー・リッチ 夢のマシンをとりもどせ!
オリジナルビデオとして製作された本作の続編。ただしキャストは全て異なる

### キャスト
※括弧内は日本語吹替。
- リッチー・リッチ - デヴィッド・ギャラガー（田中真弓）
- レジー・ヴァンドー - ジェイク・リチャードソン（岩坪理江）
- リチャード・リッチ - マーティン・マル（青森伸）
- レジーナ・リッチ - レスリー・アン・ウォーレン（横尾まり）
- ハーバート・アーサー・ランシブル・キャドベリー - キーン・カーティス（石森達幸）
- キーンビーン教授 - ユージン・レヴィ（山野史人）
- ムーニー巡査部長 - リチャード・リール（富田耕生）
- ピーボディ婦人 - キャスリーン・フリーマン（片岡富枝）
- グロリア - ミシェル・トラクテンバーグ（皆口裕子）
- フレックルズ - ブレイク・ジェレミー・コリンズ
- ピーウィ - オースティン・スタウト
- ヴァンドー氏 - リチャード・ファンシー
- ヴァンドー夫人 - マーラ・メープルズ
- ルディ - レックス・スミス